# Comuna Kameano-Kostuvate, Bratske
Kameano-Kostuvate (în ucraineană Кам'яно-Костувате) este o comună în raionul Bratske, regiunea Mîkolaiiv, Ucraina, formată din satele Kameano-Kostuvate (reședința), Kameanopil, Peatîhatkî și Prîșcepivka.

## Demografie
Componența lingvistică a comunei Kameano-Kostuvate
     Ucraineană (88,57%)
     Rusă (5,54%)
     Română (5,54%)
     Alte limbi (0,18%)
Conform recensământului din 2001, majoritatea populației comunei Kameano-Kostuvate era vorbitoare de ucraineană (88,57%), existând în minoritate și vorbitori de rusă (5,54%) și română (5,54%).